# 법당
법당(法堂)은 다음 항목을 함의한다.
- 강화 정수사 법당: 인천광역시 강화군 화도면 정수사에 있는 조선 시대의 건축물
- 천안 만일사 법당: 충청남도 천안시 만일사의 법당
- 육군사관학교 법당: 대한민국 육군사관학교 내에 존재하는 불교 시설

## 같이 보기
- 제목에 "법당" 항목을 포함한 모든 문서

| Disambiguation icon | 이 문서는 명칭이 같고 같은 종류에 속하는 여러 대상을 연결하는 색인 문서입니다. |